# Бучани, Бехруз
Бехруз Бучани (перс. بهروز بوچانی‎; род. 23 июля 1983 или 23 июля 1982, Илам) — курдско-иранский журналист, правозащитник, писатель и кинопродюсер, проживающий в Новой Зеландии.

## Биография
Родился в иранском городе Иламе в 1983 году. Называл себя «ребёнком войны», имея в виду Ирано-иракскую войну 1980-х годов, которая велась в основном на его курдской родине в западном Иране. Он окончил Университет Тарбиат Модарес и Университет имени Хорезми в Тегеране со степенью магистра политологии, политической географии и геополитики.
Начал журналистскую карьеру в студенческой газете Университета Тарбиат Модарес, а затем работал внештатным журналистом в нескольких иранских газетах, таких как Kasbokar Weekly, Qanoon и Etemad в Тегеране, а также в Иранском спортивном агентстве. Писал статьи о ближневосточной политике, правах меньшинств и выживании курдской культуры. Втайне обучал детей и взрослых особому курдскому диалекту из региона Илам, считавшемуся их родным языком. Стал соучредителем курдского журнала Werya, который считал своей самой важной работой и который привлек внимание иранских властей своим политическим и социальным содержанием. Журнал продвигал курдскую культуру и политику. Бехруз Бучани считал очень важным, чтобы город Илам сохранил свою курдскую идентичность, язык и культуру. Как за членом Демократической партии Иранского Курдистана, запрещённой в Иране, и Национального союза курдских студентов за ним внимательно следили власти.
В феврале 2013 года офисы журнала Werya подверглись нападению со стороны Корпуса стражей исламской революции, который был создан после Исламской революции 1979 года для защиты системы Исламской республики и подавления восстаний «девиантных движений», и ранее угрожал Бехрузу Бучани арестом. В тот день его не было в офисе, но 11 коллег были арестованы, некоторые из них впоследствии были заключены в тюрьму. После публикации новостей об арестах в Интернете и распространения новостей по всему миру он скрывался три месяца, а 23 мая 2013 года бежал из Ирана и направился в Индонезию через Юго-Восточную Азию.
С 2013 года и до 2017 года содержался в австралийском центре содержания под стражей на острове Манус в Папуа — Новой Гвинее. Затем его перевели в Порт-Морсби вместе с другими заключенными примерно в сентябре 2019 года. 14 ноября 2019 года прибыл в Крайстчерч по визе, чтобы выступить на специальном мероприятии, организованном WORD Christchurch 29 ноября 2019 года, а также на других мероприятиях. В декабре 2019 года срок его месячной визы в Новую Зеландию истек, и он оставался с просроченной визой до тех пор, пока в июле 2020 года ему не был предоставлен статус беженца, после чего стал старшим научным сотрудником Университета Кентербери.
Вместе с иранским режиссером Арашем Камали Сарвестани является сорежиссером документального фильма «Chauka, Please Tell Us the Time», опубликовал множество статей в ведущих международных СМИ о бедственном положении беженцев, удерживаемых правительством Австралии на острове Манус и получил несколько наград.
Его мемуары «No Friend But the Mountains: Writing from Manus Prison» получили в январе 2019 года премию Виктории в области литературы и премию премьера Виктории в области документальной литературы. Книга была написана на мобильном телефоне в виде серии отдельных сообщений и переведена с персидского языка на английский Омидом Тофигяном.
После публикации в ноябре 2022 года второго сборника сочинений «Freedom, Only Freedom : The Prison Writings of Behrouz Boochani» впервые посетил Австралию для продвижения книги в декабре 2022 года.